# دریاچه آگاسی
دریاچه آگاسی (انگلیسی: Lake Agassiz) یک دریاچه پیش‌یخچالی بزرگ بود که در مرکز آمریکای شمالی در اواخر دوره پلیستوسن وجود داشت و با آب ذوب‌شده حاصل از عقب‌نشینی یخسار لارنتی در پایان آخرین عصر یخبندان تغذیه می‌شد. در اوج خود، مساحت این دریاچه از مجموع تمام دریاچه‌های بزرگ امروزی بیشتر بود. این دریاچه در نهایت به منطقه‌ای که امروزه خلیج هادسون است تخلیه شد و بقایای آن را می‌توان در دریاچه وینیپگ، دریاچه وینیپگوسیس، دریاچه مانیتوبا و دریاچه وودز مشاهده کرد.
این دریاچه نخستین‌بار در سال ۱۸۲۳ توسط ویلیام اچ. کیتینگ مطرح شد، و در سال ۱۸۷۹ توسط وارن آپهام، که متوجه شد این دریاچه بر اثر فعالیت‌های یخچالی شکل گرفته است، به نام لویی آگاسی، بنیان‌گذار یخچال‌شناسی که در سال ۱۸۷۳ درگذشته بود، نام‌گذاری شد.

## روند زمین‌شناحتی
در طول آخرین عصر یخبندان، بخش‌های شمالی آمریکای شمالی تحت پوشش یخسار قرار داشتند که با تغییرات اقلیمی به‌طور متناوب پیشروی و پسروی می‌کرد. این یخچال قاره‌ای که در دوره‌ای به نام یخچال‌زایی ویسکانسین شکل گرفت، بخش وسیعی از مرکز آمریکای شمالی را بین ۳۰٬۰۰۰ تا ۱۰٬۰۰۰ سال پیش پوشاند. با فروپاشی این یخسار، آب‌های ذوب‌شده آن یک دریاچه پیش‌یخچالی عظیم را پدیدآوردند.
حدود ۱۳٬۰۰۰ سال پیش، این دریاچه بخش‌های وسیعی از مناطق امروزی منیتوبا در جنوب شرقی، انتاریو در شمال غربی، مینه‌سوتا در شمال، داکوتای شمالی در شرق و ساسکاچوان را پوشش می‌داد. در گسترده‌ترین حالت، این دریاچه مساحتی حدود ۴۴۰٬۰۰۰ کیلومتر مربع (۱۷۰٬۰۰۰ مایل مربع) داشت، که آن را از هر دریاچه موجود در جهان (ازجمله دریای خزر) بزرگ‌تر می‌ساخت و از نظر مساحت تقریباً برابر با دریای سیاه بود.
در دوره‌های مختلف، این دریاچه از راه‌های گوناگون ازجمله:
- به سمت جنوب از طریق Traverse Gap به Glacial River Warren (که بعدها به رود مینه‌سوتا و سرانجام به رود می‌سی‌سی‌پی پیوست)،
- به سمت شرق از طریق دریاچه Kelvin (که امروزه Lake Nipigon نامیده می‌شود) به دریاچه سوپریور،
- و به سمت شمال غربی از طریق Clearwater Spillway به رود مکنزی و در نهایت اقیانوس منجمد شمالی حدود ۱۳٬۰۰۰ سال پیش تخلیه شده است‌.